# Lightyear
Lightyear es una película animada estadounidense de ciencia ficción, acción y aventura de 2022 producida por Pixar Animation Studios y Walt Disney Pictures, estrenada en Estados Unidos el 17 de junio de 2022. La película es un spin-off de la franquicia Toy Story de Pixar y que a su vez, funciona como historia para el personaje ficticio Buzz Lightyear, quien inspiró la figura de acción del mismo nombre. Fue dirigida por Angus MacLane en su debut como director y protagonizada por Chris Evans dándole voz en el papel principal, y compartiendo créditos con Keke Palmer, Peter Sohn, James Brolin, Taika Waititi, Dale Soules, Uzo Aduba, Mary McDonald-Lewis, Efren Ramírez y Isiah Whitlock Jr. en papeles secundarios.
Esta es la segunda película spin-off que se realiza de la franquicia Toy Story enfocada en Buzz Lightyear, después de Buzz Lightyear of Star Command: The Adventure Begins en el año 2000.
Lightyear fue estrenada por Walt Disney Studios Motion Pictures el 17 de junio de 2022 en formatos RealD 3D, 4DX, Dolby Cinema y IMAX siendo la 26.ª película de Pixar.

## Resumen
La aventura de acción y ciencia ficción presenta la historia de origen definitiva de Buzz Lightyear, el héroe que inspiró el juguete, presentando al legendario Guardián Espacial que ganaría generaciones de fanáticos.

## Argumento
Durante los créditos iniciales de la cinta aparece un texto que el cual nos dice:
En 1995, un niño llamado Andy Davis recibió un juguete de un guardián espacial en su cumpleaños. Era de su película favorita. Esta es esa película.
Buzz Lightyear es un guardián espacial del Comando Estelar, el cual lleva a cabo una misión, junto con su oficial al mando y mejor amiga, Alisha Hawthorne, deciden aterrizar y explorar el planeta habitable, T'Kani Prime para corroborar si el mismo tiene las condiciones ideales para la colonización. Para esta misión de exploración, a ambos guardianes los acompaña un nuevo recluta llamado Featheringhamstan, con quien Buzz no desea trabajar por su inexperiencia en el campo, pero pronto se ven obligados a retirarse a su nave de exploración después de descubrir que el planeta alberga formas de vida hostiles. Creyendo poder dirigir la nave principal conocida como el Nabo, Buzz decide ignorar al asistente de vuelo y daña accidentalmente la embarcación durante la retirada cuando roza la punta de un acantilado, lo que a su vez provoca un daño en el motor y los obliga a aterrizar forzosamente en el planeta, tras el choque la tripulación es despertada del hípersueño y es ordenada a evacuar para realizar reparaciones, pero desafortunadamente el choque termina por dañar el cristal de combustible y sin el mismo no podrán continuar su viaje.
Un año después, la tripulación construyó una colonia naciente junto con la infraestructura necesaria para realizar reparaciones y continuar con la misión. Sintiéndose culpable por el despegue fallido, Buzz se ofrece como voluntario para probar el combustible hiperespacial, un componente clave para reparar la nave. Sin embargo, después de una prueba de cuatro minutos, descubre que han pasado cuatro años en T'Kani Prime, debido a los efectos de la dilatación del tiempo por haber viajado a velocidades cercanas a la de la luz. En eso, Buzz conoce a Sox, un felino robótico obsequiado por Alisha, y continúa probando el combustible hiperespacial. Con cada prueba, pasan otros cuatro años más en T'Kani Prime, hasta que finalmente han pasado más de 62 años. Durante este tiempo, la colonia se desarrolla; Alisha cría a un hijo con su esposa Kiko, y posteriormente muere debido a su avanzada edad. Por otro lado, Sox consigue encontrar una solución a los problemas de composición del combustible para hacerlo más estable, lo que le permitirá alcanzar por fin la velocidad de la luz.
En contra de las órdenes de su nuevo oficial al mando, el comandante Burnside, Buzz usa esta nueva composición de combustible para una prueba hiperespacial exitosa. Al aterrizar, Buzz descubre que han pasado 22 años, durante los cuales T'Kani Prime ha sido invadido por robots cíclopes liderados por el misterioso Emperador Zurg. Por otro lado, Buzz se encuentra con miembros de las fuerzas de defensa de la colonia, incluida Izzy Hawthorne, la nieta ahora adulta de Alisha; Mo Morrison, un nuevo e ingenuo recluta; y Darby Steel, una anciana convicta en libertad condicional. Si bien inicialmente se mostró reacio a trabajar con ellos, Buzz finalmente se encariñó con ellos, recordando la inexperiencia que atravesó en la academia. Juntos, planean atacar la nave de Zurg y destruir la fuerza invasora. Sin embargo, durante uno de los planes, Izzy accidentalmente expulsa el tanque del combustible hiperespacial de la nave de Buzz, y este es confiscado por uno de los robots de Zurg.
Tras la operación fallida, Zurg secuestra a Buzz y lo lleva a bordo de su nave, donde revela que es un Buzz mayor de una línea de tiempo alternativa en la que escapó de las fuerzas de Burnside después de la exitosa prueba hiperespacial. Con la ayuda de los efectos de la dilatación del tiempo, viajó al futuro lejano y se encontró con una nave abandonada y tecnológicamente avanzada. Asumió la identidad de Zurg vistiendo su traje mecánico característico y viajó al ahora presente para obtener más combustible hiperespacial de Buzz para viajar más atrás en el tiempo y evitar que la nave de exploración aterrizara en T'Kani Prime en primer lugar. Sin embargo, Buzz se niega debido a las implicaciones de la posible paradoja temporal que resultaría de tales acciones, que acabarían con la línea de tiempo actual y con todos. Mientras tanto, Izzy, Mo, Darby y Sox logran abordar la nave de Zurg por medio de un transportador que dejó el robot cíclope en la nave de Buzz, y logran localizarlo. Después de un asalto caótico a la nave, Buzz y sus compañeros la destruyen y escapan.
Sin embargo, Zurg, habiendo sobrevivido a la destrucción de su nave, llega y ataca a Buzz, agarrando el combustible hiperespacial. Mientras Zurg se prepara para destruirlo, Buzz le dispara al combustible, lo que hace que explote junto con Zurg. Sin combustible, Buzz desea quedarse en T'Kani Prime. Al aterrizar, Burnside arresta a Buzz, pero decide no sancionarlo por lograr liberar al Comando de Zurg y su ejército, lo que le permite a Buzz revivir el Cuerpo De Guardianes Espaciales. Buzz selecciona a Izzy, Mo, Darby y Sox para formar el núcleo de esta organización, para sorpresa de Burnside. La película finaliza con Buzz y su equipo son enviados a una nueva aventura en lugares desconocidos.
En una escena poscréditos, se revela que Zurg sobrevivió a la explosión.

## Personajes
- Buzz Lightyear: Un guardián espacial del Comando Estelar.[9]
- Izzy Hawthorne: La nieta de Alisha, a quien Buzz conoce.[10][11]
- Sox: Un robot con forma de gato que acompaña a Buzz en sus aventuras.[10]
- Alisha Hawthorne: La mejor amiga de Buzz, oficial al mando y una de las abuelas de Izzy.[10]
- Darby Steel: Una anciana recluta con libertad condicional.[10]
- Mo Morrison: Un recluta inexperto.[10]
- El Emperador Zurg:[10] El enemigo jurado de la Alianza Galáctica.
- Iván: El asistente de voz de las naves durante los vuelos.[10]
- Airman Díaz: Un conocido de Buzz.[10]
- Burnside: El oficial al mando que sucede a Alisha.[10]
- Featheringhamstan: Un recluta novato ordenado a una misión con Buzz y Alisha.

## Reparto
| Personaje               | Actores Originales Estados Unidos | Actores de Doblaje España | Actores de doblaje México |
| ----------------------- | --------------------------------- | ------------------------- | ------------------------- |
| Buzz Lightyear          | Chris Evans                       | Raúl Llorens              | Erick Selim               |
| Alisha Hawthorne        | Uzo Aduba                         | Carla Mercader            | Cony Madera               |
| Aviador Díaz            | Efrén Ramírez                     | Marc Gómez                | Arturo Cataño             |
| Burnside                | Isiah Whitlock                    | Sergi Mani                | Octavio Rojas             |
| Darby Steel             | Dale Soules                       | Nuria Llop                | Olga Hnidey               |
| Eric Deric              | Angus MacLane                     | Xavier Martín Alonso      | Ricardo Tejedo            |
| Featheringhamstan       | Bill Hader                        | David García Llop         | Moisés Iván Mora          |
| Iván                    | Mary McDonald Lewis               | Maribel Pomar             | Sonia Casillas            |
| Izzy Hawthorne (Adulta) | Keke Palmer                       | Melania Pérez             | Jessica Ángeles           |
| Izzy Hawthorne (Niña)   | Keira Hairston                    | Celia Sol                 | Victoria Céspedes         |
| Mo Morrison             | Taika Waititi                     | Gerry Núñez               | José Gilberto Vilchis     |
| Sox                     | Peter Sohn                        | Claudi Domingo            | Ramón Bazet               |
| Zurg                    | James Brolin                      | Francesc Belda            | Blas García               |
| Cameo                   |                                   | Carlos Sainz Jr.          |                           |

## Producción

### Desarrollo
El desarrollo de Lightyear comenzó después de terminar el trabajo de Buscando a Dory (2016). Después de codirigir Dory con Andrew Stanton, a Angus MacLane se le permitió proponer la idea de hacer una película de Buzz Lightyear, ya que siempre se había preguntado qué película vio Andy Davis en Toy Story (1995) para interesarse en una figura de acción de Buzz Lightyear. MacLane, también aficionado a la ciencia ficción, se había sentido atraído por el personaje de Buzz desde que empezó a trabajar en Pixar, sintiendo que la historia de la película era muy «personal» para él, cuya película favorita desde niño había sido Star Wars (1977). Un aspecto presente en las películas de Toy Story que explora Lightyear es el desacuerdo de Buzz sobre la naturaleza de la realidad, lo que, junto con sus ideales heroicos, hizo una amalgama de clichés de ciencia ficción que MacLane pretendía convertir en algo más que un remate.
En un episodio de The Ellen DeGeneres Show, Tom Hanks dijo que la cuarta película sería la última película de la saga de Toy Story. Dijo que Tim Allen le había «advertido sobre el emotivo adiós final entre sus personajes Woody y Buzz Lightyear en Toy Story 4.» Sin embargo, el productor Mark Nielsen no descartó la posibilidad de una quinta película diciendo: «Todas las películas que hacemos, lo tratamos como si fuera la primera y la última película que vamos a hacer, así que te obligas a que aguante. No te metes por encima de los esquís. ¿Si hay otra? No sé. Si lo hay, es el problema de mañana». Poco después del estreno de la cuarta película, Annie Potts dijo que a pesar de no saber si se haría otra película, cree que muchos fanáticos estarán interesados en ver qué los juguetes hacen lo siguiente. Unos meses antes del estreno de la película, Tim Allen insinuó que una quinta película es posible, mientras que también expresó interés en hacer otra película, diciendo: «Una vez que llegas a cuatro, has superado esa trilogía [punto], así que no veo ninguna razón por la que no lo harían, ciertamente. Si me preguntas, diría que hagas cinco».
El 10 de diciembre de 2020 en el Investor Day de Disney, se anunció Lightyear, un spin-off película precuela que representa el origen en el universo del personaje de Buzz Lightyear, con Chris Evans como la nueva voz de Buzz Lightyear. Según Evans, la película no se basa en el juguete que Buzz vio en películas anteriores, sino que sirve como «la historia del origen del Buzz Lightyear humano en el que se basa el juguete». En marzo de 2022, se reveló que inicialmente se cortó una escena que mostraba un beso entre dos personas del mismo sexo entre Alisha Hawthorne de Uzo Aduba y otra mujer. Sin embargo, debido a la respuesta del actual CEO de Disney, Bob Chapek, la de ley de derechos de los padres en la educación de Florida y el alboroto que causó dentro de Disney, se restableció la escena.
Cuando se preguntó sobre la relación entre Lightyear y Buzz Lightyear of Star Command, una serie derivada de Toy Story que también sirve como una producción en el universo protagonizada por el personaje de Buzz, MacLane dijo que no tenía la serie en mente mientras trabajaba en la película, pero siempre imaginé que la serie se desarrollaba en el universo después de una trilogía de películas de Lightyear.

## Promoción
El avance se lanzó el 27 de octubre de 2021 y su segundo avance el 8 de febrero del 2022.

## Lanzamiento

### Estreno
Lightyear tuvo su estreno mundial en El Capitan Theatre de Hollywood el 8 de junio de 2022 y se estrenó en cines en los Estados Unidos el 17 de junio de 2022 por Walt Disney Studios Motion Pictures en RealD 3D, 4DX, Dolby Cinema e IMAX. Es la primera película de Pixar desde Onward (2020) en recibir un estreno en cines después de que Soul (2020), Luca (2021) y Turning Red (2022) recibieron lanzamientos directos a la transmisión en Disney+ en respuesta al cierre de las salas de cine debido a la pandemia de COVID-19. Lightyear también se convierte en la primera película de Pixar filmada en formatos IMAX.

### Medios domésticos
La película se estrenó en Disney+ el 3 de agosto de 2022, con la opción de ver la versión cinematográfica de la película o la versión en IMAX.

### Prohibición en cines
La película no se estrenó en varios países de mayoría musulmana, que incluyen Baréin, Egipto, Irak, Jordania, Kuwait, Líbano, Malasia, Omán, Catar, Arabia Saudita, los Emiratos Árabes Unidos y el Estado de Palestina, debido a una escena que muestra un beso entre personas del mismo sexo entre el personaje femenino de Uzo Aduba, Alisha Hawthorne, y su esposa Kiko. Singapur estrenó la película con una calificación de edad "NC16", lo que significa que solo las personas mayores de 16 años pueden ver la película, mientras que Indonesia declaró que no prohibieron la película, «pero sugirió que el propietario de la película pensara en su audiencia en Indonesia, donde una escena de besos LGBT todavía se considera delicada». La República Popular China también solicitó que se elimine la escena en cuestión.
La escena se eliminó inicialmente de la película a mediados de marzo de 2022, pero luego de la oposición del director ejecutivo de Disney, Bob Chapek, al proyecto de ley de derechos de los padres en la educación de Florida y el alboroto polarizador interno que causó dentro de Disney, la escena se restableció. Hablando con Angelique Jackson de Variety, el actor Chris Evans había declarado sobre la escena diciendo: «Me han hecho la pregunta varias veces: es agradable, es maravilloso, me hace feliz. Es difícil no estar un poco frustrado porque incluso tiene ser un tema de discusión [...] El objetivo es que podamos llegar a un punto en el que sea la norma, y que esto no tenga que ser un terreno desconocido, que eventualmente esto sea así. Esa representación general es la forma en que hacemos películas».
La cadena de cines peruana, Cineplanet, puso una advertencia sobre la aparición de «ideología de género» en el filme. La misma advertencia se pusieron en varios cines de Guatemala.
La polémica del beso de mujeres en la película fue tan grande que muchos padres hicieron un llamado a nivel mundial por redes sociales para no llevar a sus hijos a ver la cinta del guardián espacial, ya que la mayoría consideró que poner ese contenido en la cinta fue completamente incorrecto para una película animada que se supone que va dirigida a los niños, y también lo han considerado como un hecho incongruente tratándose de una película ficticiamente estrenada en el año 1995.
La censura a Lightyear también ha llegado a Europa. En 2023 el Ayuntamiento de la localidad española de Santa Cruz de Bezana canceló la proyección de la película, programada en la cartelera de Cine de Verano del municipio. La decisión fue adoptada por el nuevo equipo de gobierno conformado por el Partido Popular y Vox a iniciativa del partido de ultraderecha, en cuyas manos está la Concejalía de Cultura. Días antes, habían decidido retirar la bandera LGBT de la fachada del edificio consistorial.

## Recepción

### Taquilla
Lightyear ha recaudado 106.9 millones de dólares en Estados Unidos y Canadá, y 82,2 millones en otros territorios, para un total mundial de 189,1 millones de dólares.
En Estados Unidos y Canadá, se preveía que Lightyear recaudara entre 70 y 85 millones de dólares en 4255 cines en su fin de semana de estreno, y algunas estimaciones llegaban hasta los 105 millones de dólares. Sin embargo, tras conseguir solo 20,7 millones de dólares en su primer día (incluyendo 5,2 millones de dólares en los preestrenos del jueves por la noche), las estimaciones se redujeron a 51-55 millones de dólares. El estreno fue de unos 51 millones de dólares, quedando en segundo lugar por detrás de la película que se mantiene en cartelera, Jurassic World: Dominion. Además, la película obtuvo 34,6 millones de dólares en 43 mercados internacionales, con lo que su debut mundial en tres días fue de 85,6 millones de dólares. Tanto Deadline Hollywood como Variety atribuyeron el bajo rendimiento a la competencia de Jurassic World: Dominion y Top Gun: Maverick, aunque en última instancia lo consideraron una decepción dada la fuerza de la marca Pixar y la serie Toy Story. También se atribuyó la constancia de estrenos de películas de Pixar en la plataforma Disney+, la poca expectativa ante spin-offs y deficiencias en la promoción de la película y la ausencia de Tim Allen como posibles causas de la pobre recaudación. Algunos medios consideraron que la cancelación del estreno en todos los países por el beso lésbico y el rechazo de la audiencia hacia este también fueron influyentes en los resultados. La película cayó aún más en taquilla tras el estreno de Minions: The Rise of Gru, el 1 de julio de 2022, la cual solo en su primer fin de semana sobrepasó los 200 millones de dólares en recaudación, mientras Lightyear cayó al sexto lugar en la misma fecha recibiendo apenas 7,6 millones de dólares y aún sin poder recuperar el presupuesto invertido. Para finales de julio de 2022, la película logró recaudar 222 millones de dólares recuperando el presupuesto de producción, pero aún manteniéndose como una de las películas menos taquilleras de Pixar.

### Crítica
El sitio web agregador de revisiones Rotten Tomatoes informó de un 74 % de aprobación con una calificación media de 6.7/10, basada en 315 críticas. El consenso del sitio web dice: «Lightyear se conforma con ser una historia de origen más bien convencional en lugar de alcanzar las estrellas, pero esta aventura magníficamente animada cumple hábilmente su misión de diversión directa». Metacritic, que utiliza una media ponderada, asignó una puntuación de 60 sobre 100 basada en 57 críticas, lo que indica «reseñas mixtas o promedio».
Tim Allen, intérprete de Buzz Lightyear en la saga de Toy Story, declaró que la película se aleja de la esencia del personaje y fue el motivo principal por el que declinó participar en ella. El actor Tom Hanks, intérprete del vaquero Woody, manifestó haber deseado la participación de su compañero en la película.